# ذودان (النادرة)

تعديل مصدري - تعديل

ذودان هي إحدى قرى عزلة الفجرة بمديرية النادرة التابعة لمحافظة إب، بلغ تعداد سكانها 1085 نسمة حسب تعداد اليمن لعام 2004.